# Alina Židkova
Alina Vladimirovna Židkova (in russo Алина Владимировна Жидкова?; Mosca, 18 gennaio 1977) è un'ex tennista russa.
Il suo nome è talora scritto Alina Jidkova.

## Carriera
Raggiunse il suo best ranking in singolare il 7 marzo 2005 con la 51ª posizione; nel doppio divenne, il 4 agosto 2003, la 50ª del ranking WTA.
Vinse in carriera un unico torneo del circuito WTA su un totale di quattro finali disputate complessivamente; ciò avvenne nel 2005 in coppia con l'ucraina Tetjana Perebyjnis nell'Abierto Mexicano Telcel di Acapulco. In finale superarono in due set, la coppia spagnola composta da Rosa María Andrés Rodríguez e da Conchita Martínez Granados. Le altre finali raggiunte furono nel 2003 al Regions Morgan Keegan Championships and the Cellular South Cup in coppia con l'australiana Bryanne Stewart, nel 2006 al Bell Challenge in coppia con la statunitense Jill Craybas e nel 2007 nel Cincinnati Masters in coppia con la bielorussa Tat'jana Puček.
La miglior prestazione nei tornei del grande slam fu ottenuta in singolare, nell'Australian Open 2000; dopo aver superato il torneo di qualificazione, sconfisse in sequenza la slovena Tina Pisnik e la tedesca Marlene Weingärtner, prima di venir battuta dalla testa di serie numero due e futura vincitrice del torneo, la statunitense Lindsay Davenport. In doppio, invece, non riuscì mai a superare il secondo turno.
Nel circuito ITF vanta nove tornei vinti in singolare e otto in doppio. Si ritirò dal tennis professionistico nel 2011.

## Statistiche WTA

### Doppio

#### Vittorie (1)
| Grande Slam (0)       |
| WTA Championships (0) |
| Prima del 2009        |
| Tier I (0)            |
| Tier II (0)           |
| Tier III (1)          |
| Tier IV (0)           |

| N. | Data             | Torneo                            | Superficie  | Compagna           | Avversarie in finale                                   | Punteggio |
| 1. | 21 febbraio 2005 | Abierto Mexicano Telcel, Acapulco | Terra rossa | Tetjana Perebyjnis | Rosa María Andrés Rodríguez Conchita Martínez Granados | 7-5, 6-3  |

#### Sconfitte (3)
| Grande Slam (0)       |
| WTA Championships (0) |
| Prima del 2009        |
| Tier I (0)            |
| Tier II (0)           |
| Tier III (3)          |
| Tier IV (0)           |

| N. | Data             | Torneo                                 | Superficie    | Compagna        | Avversarie in finale              | Punteggio   |
| 1. | 17 febbraio 2003 | Kroger St. Jude International, Memphis | Cemento (i)   | Bryanne Stewart | Akiko Morigami Saori Obata        | 1-6, 1-6    |
| 2. | 30 ottobre 2006  | Bell Challenge, Québec                 | Sintetico (i) | Jill Craybas    | Laura Granville Carly Gullickson  | 3-6, 4-6    |
| 3. | 16 luglio 2007   | Cincinnati Masters, Cincinnati         | Cemento       | Tat'jana Puček  | Bethanie Mattek-Sands Sania Mirza | 6(4)–7, 5-7 |

## Statistiche ITF

### Singolare

#### Vittorie (9)
| Torneo 100 000 $ (0) |
| Torneo 75 000 $ (0)  |
| Torneo 50 000 $ (2)  |
| Torneo 25 000 $ (4)  |
| Torneo 10 000 $ (3)  |

| N. | Data              | Torneo                                                   | Superficie  | Avversaria in finale | Punteggio      |
| 1. | 28 ottobre 1997   | ITF Women's Circuit Culiacan, Culiacán                   | Cemento     | Petia Marinova       | 6-3, 6-0       |
| 2. | 20 maggio 1998    | ITF Femenil Britania Coatzacoalcos, Coatzacoalcos        | Cemento     | Adria Engel          | 6-3, 6-1       |
| 3. | 11 gennaio 1999   | ITF Women's Circuit Miami, Miami                         | Cemento     | Helen Crook          | 6-2, 7-5       |
| 4. | 11 gennaio 1999   | ITF Women's Circuit Peachtree, Peachtree                 | Cemento     | Erika De Lone        | 6-7, 7-6, 6-4  |
| 5. | 11 settembre 2000 | ITF Women's Circuit Hopewell Junction, Hopewell Junction | Cemento     | Jennifer Hopkins     | 6-3, 6-0       |
| 6. | 9 ottobre 2000    | ITF Women's Circuit Miramer, Miramer                     | Terra rossa | Rossana de los Ríos  | 4-1, 5-45, 4-2 |
| 7. | 5 novembre 2001   | ITF Women's Circuit Pittsburgh, Pittsburgh               | Cemento (i) | Marie-Ève Pelletier  | 6-4, 6-1       |
| 8. | 22 luglio 2002    | ITF Women's Circuit Louisville, Louisville               | Cemento     | Saori Obata          | 6-3, 6-4       |
| 9. | 9 gennaio 2007    | ITF Women's Circuit Tampa, Tampa                         | Cemento     | Olga Vymetálková     | 6-2, 6-2       |

### Doppio

#### Vittorie (8)
| Torneo 100 000 $ (0) |
| Torneo 75 000 $ (0)  |
| Torneo 50 000 $ (2)  |
| Torneo 25 000 $ (4)  |
| Torneo 10 000 $ (2)  |

| N. | Data              | Torneo                                                   | Superficie    | Compagna            | Avversarie in finale               | Punteggio     |
| 1. | 30 settembre 1996 | ITF Women's Circuit Langenthal, Langenthal               | Sintetico (i) | Helena Vildová      | Cacilia Charbonnier Andrea Schwarz | 6-4, 6-4      |
| 2. | 4 maggio 1998     | ITF Women's Circuit Tampico, Tampico                     | Cemento       | Adria Engel         | Paula Cabezas Vanessa Menga        | 7-6, 7-5      |
| 3. | 23 novembre 1998  | ITF Women's Circuit Culiacan, Culiacán                   | Cemento       | Renata Kolbovic     | Zsófia Gubacsi Alienor Tricerri    | 6-3, 6-2      |
| 4. | 13 settembre 1999 | ITF Women's Circuit Hopewell Junction, Hopewell Junction | Cemento       | Li Fang             | Dawn Buth Kim Grant                | 6-3, 6-3      |
| 5. | 8 ottobre 2001    | ITF Women's Circuit Hallandale Beach, Hallandale Beach   | Cemento       | Jessica Steck       | Erica Krauth Vanessa Krauth        | 4-6, 6-2, 6-3 |
| 6. | 12 novembre 2001  | ITF Women's Circuit Hattiesburg, Hattiesburg             | Cemento       | Abigail Spears      | Rika Hiraki Nana Miyagi            | 6-3, 6-1      |
| 7. | 13 gennaio 2009   | ITF Women's Circuit Boca Raton, Boca Raton               | Terra rossa   | Dar'ja Kustova      | Kimberly Couts Sharon Fichman      | 6-4, 6-2      |
| 8. | 19 aprile 2010    | Dothan Pro Classic, Dothan                               | Terra verde   | Nastas'sja Jakimava | María Irigoyen Teodora Mirčić      | 6-4, 6-2      |

## Risultati in progressione
| Sigla | Risultato               |
| ----- | ----------------------- |
| V     | Vincitore               |
| F     | Finalista               |
| SF    | Semifinalista           |
| O     | Oro olimpico            |
| A     | Argento olimpico        |
| SF    | Bronzo olimpico         |
| QF    | Quarti di Finale        |
| 4T    | Quarto turno            |
| 3T    | Terzo turno             |
| 2T    | Secondo turno           |
| 1T    | Primo turno             |
| RR    | Round Robin             |
| LQ    | Turno di qualificazione |
| A     | Assente                 |
| ND    | Non disputato           |

| Legenda superfici    |
| -------------------- |
| Cemento              |
| Terra battuta        |
| Erba                 |
| Superficie variabile |

### Singolare nei tornei del Grande Slam
| Torneo          | 1999 | 2000 | 2001 | 2002 | 2003 | 2004 | 2005 | 2006 | 2007 | 2008 | 2009 | 2010 | 2011 |
| --------------- | ---- | ---- | ---- | ---- | ---- | ---- | ---- | ---- | ---- | ---- | ---- | ---- | ---- |
| Australian Open | A    | 3T   | 2T   | 1T   | 2T   | 1T   | 2T   | A    | A    | A    | A    | A    | A    |
| Open di Francia | A    | 1T   | A    | 2T   | 1T   | 1T   | 1T   | A    | A    | A    | A    | A    | A    |
| Wimbledon       | A    | 1T   | A    | 1T   | 1T   | 1T   | 1T   | A    | A    | A    | A    | A    | A    |
| US Open         | A    | 1T   | A    | 1T   | 1T   | 1T   | 1T   | 2T   | 1T   | A    | A    | A    | A    |

### Doppio nei tornei del Grande Slam
| Torneo          | 1999 | 2000 | 2001 | 2002 | 2003 | 2004 | 2005 | 2006 | 2007 | 2008 | 2009 | 2010 | 2011 |
| --------------- | ---- | ---- | ---- | ---- | ---- | ---- | ---- | ---- | ---- | ---- | ---- | ---- | ---- |
| Australian Open | A    | 1T   | 1T   | 1T   | 2T   | 1T   | 1T   | A    | A    | 1T   | A    | A    | A    |
| Open di Francia | A    | 2T   | 1T   | A    | 2T   | 2T   | 1T   | A    | A    | A    | A    | A    | A    |
| Wimbledon       | 1T   | A    | 1T   | 2T   | 1T   | 1T   | 2T   | A    | A    | A    | A    | A    | A    |
| US Open         | A    | 1T   | 1T   | 1T   | 1T   | 1T   | 2T   | 1T   | A    | A    | A    | A    | A    |

### Doppio misto nei tornei del Grande Slam
| Torneo          | 1999 | 2000 | 2001 | 2002 | 2003 | 2004 | 2005 | 2006 | 2007 | 2008 | 2009 | 2010 | 2011 |
| --------------- | ---- | ---- | ---- | ---- | ---- | ---- | ---- | ---- | ---- | ---- | ---- | ---- | ---- |
| Australian Open | A    | A    | A    | A    | A    | A    | A    | A    | A    | A    | A    | A    | A    |
| Open di Francia | A    | A    | A    | A    | A    | A    | A    | A    | A    | A    | A    | A    | A    |
| Wimbledon       | A    | A    | A    | A    | A    | A    | 1T   | A    | A    | A    | A    | A    | A    |
| US Open         | A    | A    | A    | A    | A    | A    | A    | A    | A    | A    | A    | A    | A    |

## Vittorie contro giocatrici top 10
| Stagione | 2004 | Totale |
| -------- | ---- | ------ |
| Vittorie | 1    | 1      |

| #    | Giocatrice      | Ranking | Evento                     | Superficie  | Turno | Punteggio   | Rank. AJR |
| ---- | --------------- | ------- | -------------------------- | ----------- | ----- | ----------- | --------- |
| 2004 |                 |         |                            |             |       |             |           |
| 1.   | Serena Williams | 9       | Generali Ladies Linz, Linz | Cemento (i) | 2T    | 7-6(5), 6-2 | 73        |